# Daniel Kraft
Johann Daniel Kraft (* 16. Mai 1779 in Altwildungen; † 24. Dezember 1845 ebenda) war ein deutscher Landwirt, Bürgermeister und Politiker.

## Leben
Kraft war der Sohn des Schmiedemeisters und Ratsherren in Alt-Wildungen Johann Ludwig Kraft (* 1. Dezember 1751 in Odershausen; † 19. Juli 1822 in Alt-Wildungen) und dessen Ehefrau Martha Elisabeth geborene Paul (* 23. Februar 1754 in Alt-Wildungen; † 11. April 1816 ebenda). Er war evangelisch und heiratete am 8. Februar 1804 in Alt-Wildungen Anna Elisabeth Meuser (* 27. Mai 1762 (Taufe) in Anraff; † 28. November 1853 in Alt-Wildungen), die Witwe des Johann Franz Elisäus Contzemann (Konzemann) und Tochter des Johann Henrich Meuser jun. und der Anna Elisabeth Seltzer.
Kraft lebte als Landwirt auf dem damals größten Hof in Alt-Wildungen. Von 1829 bis 1832 war er Bürgermeister der Stadt Alt-Wildungen. Als solcher war er vom 10. Oktober 1828 bis zum (Herbst) 1832 Mitglied des Landstandes des Fürstentums Waldeck.